# 緒方貴臣
緒方 貴臣（おがた たかおみ、1981年5月16日 - ）は、日本の映画監督。

## 来歴・人物
福岡県福岡市出身。高校中退後、共同経営者として会社を設立。25歳で退社。海外を放浪の後、上京し映画学校へ行くが、学校の方針が合わずに3ヶ月で辞める。
2009年より独学で映画制作を始める。初監督作品『終わらない青』がゆうばり国際ファンタスティック映画祭2010オフシアターコンペティション部門ノミネートをはじめ、いくつもの映画祭で受賞や上映をされる。同作で緒方は、「観終わった後に無力感、罪悪感、不快感が残るように心がけた。」と語っている。
社会問題を独自の視点と洞察力で鋭く切り取った作品を通して、世の中への問題提起を続けており、インタビューでは、元々ジャーナリストになりたかったと答えている。3作目の『子宮に沈める』は、大阪2児餓死事件を基にした作品で、児童虐待のない社会を目指す「オレンジリボン運動」推薦映画となる。

## 監督・脚本作品

### 映画
- 終わらない青（2009）脚本・撮影・監督作品、出演：水井真希

2010年ゆうばり国際ファンタスティック映画祭2010オフシアターコンペティション部門ノミネート
2010年沖縄映像祭2010準グランプリ
2011年6月 - 渋谷アップリンクXにて3週間レイトショー公開
2011年10月 - 大阪第七藝術劇場にて劇場公開
- 体温（2011）脚本・監督作品、出演：石崎チャベ太郎、桜木凛

2011年ゆうばり国際ファンタスティック映画祭2011オフシアターコンペティション部門ノミネート
2011年Fantastic Fest2011正式招待
2011年レインダンス映画祭2011 正式招待
2011年UCLA（カリフォルニア大学ロサンゼルス校） GSA Melnitz Movies2011 正式招待
2012年シアトル映画祭2012 正式招待
2012年福岡アジア映画祭2012 正式招待
2013年2月劇場公開
- 子宮に沈める（2013）脚本・監督作品、出演：伊澤恵美子、土屋希乃、土屋瑛輝、田中稔彦

2013年11月劇場公開（全国30カ所）
2014年Nippon Connection 2014 正式招待
2014年岡山映画祭2014 正式招待
2016年BEPPU凱旋映画祭2016 正式招待
- 飢えたライオン（2017）脚本・監督作品、出演：松林うらら、水石亜飛夢、筒井真理子、日高七海、上原実矩

2017年第30回東京国際映画祭 日本映画スプラッシュ部門ノミネート
2018年第47回ロッテルダム国際映画祭 VOICES部門正式招待
2018年第5回 スイス GINMAKU Japanese映画祭 正式招待
2018年第18回Nippon Connection  NIPPON VISION部門正式招待
2018年第65回シドニー映画祭  正式招待
2018年第33回バレンシア国際映画祭  コンペティション部門ノミネート、最優秀脚本賞、若手審査員賞受賞
2018年第18回ニューヨークアジア映画祭  正式招待
2018年第22回プチョン国際ファンタスティック映画祭  正式招待、最優秀アジア映画賞受賞
2018年第47回ジッフォーニ映画祭  Generator+18部門ノミネート
2018年第13回アルバニア国際人権映画祭 正式招待
2018年第5回シウダッド・デ・ソリア映画祭 正式招待
2018年 ブラジル サンルイス国際映画祭 正式招待
2018年第10回CPH:PIX（コペンハーゲン国際映画祭 ）子ども・家族向け部門「BUSTER」正式招待
2018年第56回ウィーン国際映画祭  正式招待
2018年第38回ハワイ国際映画祭  正式招待